# Махур (Абхазия)

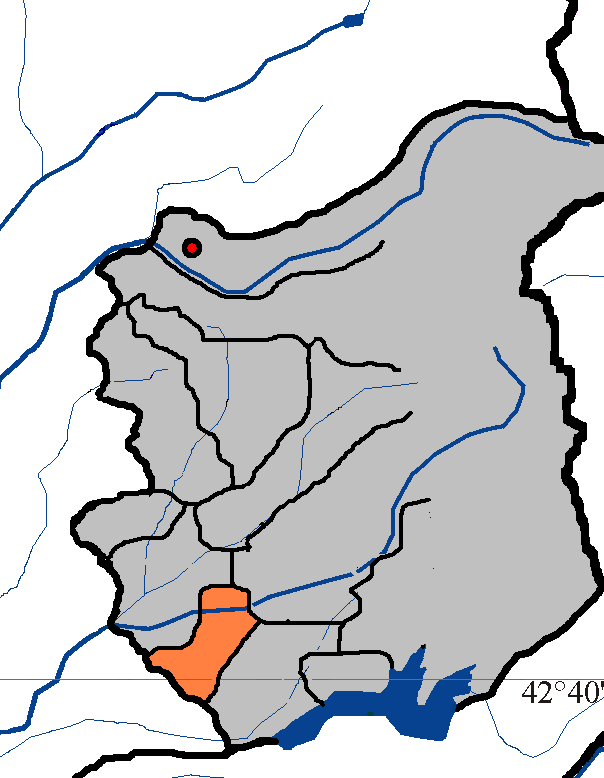
Расположение с/а Махур

Мухури (абх. Махәыр; мегр. груз. მუხური — Мухури) — село в Абхазии, в Ткуарчалском районе частично признанной Республики Абхазия, согласно административному делению Грузии — в Гальском муниципалитете Абхазской Автономной Республики. Расположено к югу от города Ткварчели в равнинной полосе, на левом берегу реки Окум. В советский период село официально называлось Мухури. В административном отношении село представляет собой административный центр Махурской сельской администрации (абх. Махәыр ақыҭа ахадара), в прошлом Мухурского сельсовета. До 1994 года село входило в состав Гальского района Республики Абхазия.

## Границы
На севере сельская администрация (село) Махур граничит с с/а (селом) Царча; на востоке — с с/а (селом) Окум; на юго-востоке и юге — с с/а (селом) Первый Гал; на западе и юго-западе — с сёлами Ачигуара и Шашалат Очамчырского района.

## Население
Население Мухурского сельсовета (без посёлка Первый Шешелети) по данным переписи 1989 года составляло 1540 человек, по данным переписи 2011 года население сельской администрации Мухур составило 522 человека, в основном грузины/мегрелы (97,5 %), а также абхазы (2,5 %).
В XIX веке территория села Махур входила в состав крупной Мухурской сельской общины. По данным переписи населения 1886 года в селе Махур проживало православных христиан — 1002 человека, мусульман-суннитов не было. По сословному делению в селе имелось 44 князя, 9 дворян, 4 представителя православного духовенства и 945 крестьян. Представителей «городских» сословий в Махуре не проживало.
По данным той же переписи жители села были учтены как этнические «самурзаканцы». По данным переписи населения 1926 года 7,4 % жителей Махура записались абхазами, остальные — грузинами. Позже абхазское население села было полностью грузинизировано.
| Год переписи | Число жителей | Этнический состав                |
| ------------ | ------------- | -------------------------------- |
| 1886         | 1002          | самурзаканцы 93,8%; грузины 6,2% |
| 1926         | 906           | грузины 92,6%; абхазы 7,4%       |
| 1959         | 1019          | грузины (нет точных данных)      |
| 1989         | 1540          | грузины (нет точных данных)      |
| 2011         | 522           | грузины (97,5%)                  |

## История
В ходе грузино-абхазской войны 1992—1993 годов Махур, как и другие сёла Гальского района, находился под контролем грузинских войск. После войны основная масса жителей Махура покинула село, однако в 1994 году многие вернулись в свои дома. Численность населения Махура в послевоенный период резко сократилась.
В 1994 году в Абхазии была проведена новая реформа административно-территориального деления, село Махур было передано из состава Галского района в состав Ткуарчалского.
Село Махур исторически подразделяется на 3 посёлка (абх. аҳабла):
- Гумаракыта (Гумарапита)
- Сабулискерио (Абласкир)
- Эцери